# Atlas (mythologie)
Pour les articles homonymes, voir Atlas.
Ne doit pas être confondu avec Atlas (Atlantide) ou Atlas (massif).
Dans la mythologie grecque, Atlas (en grec ancien Ἄτλας / Átlas, « le porteur ») est un des Titans hésiodiques, père des Pléiades, des Hyades, des Hespérides et de Calypso. À la suite de sa défaite dans la guerre des Titans contre les dieux de l'Olympe et Zeus pour régner sur le monde, ce dernier le condamne à porter la voûte céleste pour l'éternité sur ses épaules (décrit comme un des piliers du ciel dans l’Odyssée d'Homère). Il est pétrifié par Persée avec la tête de Méduse et métamorphosé en l'Atlas, chaîne de montagnes d'Afrique du Nord.

## Mythes
Atlas est un des Titans de la « deuxième génération » des divinités grecques primordiales issues du Chaos (mythologie) à l’origine du monde. Il apparaît dans plusieurs mythes et légendes de la mythologie grecque et de la littérature grecque antique (mythe fondateur de la Grèce antique et de la religion grecque antique) dont Hésiode et Homère au VIIIe siècle av. J.-C. Il est bienveillant envers les hommes et les initie aux mystères de la terre et du ciel (astronomie).

### Ascendance

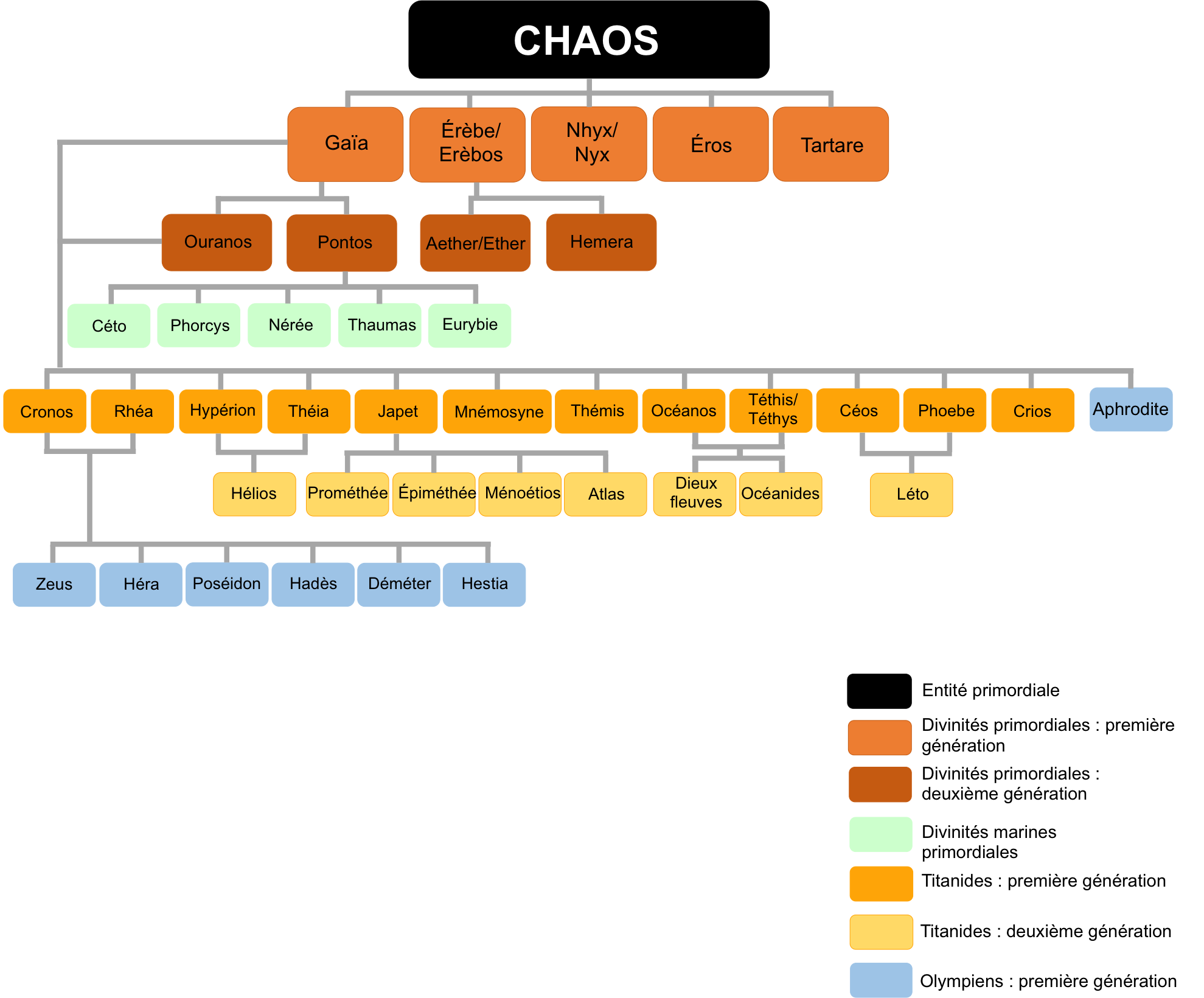
Les divinités grecques primordiales issues du Chaos (mythologie) du mythe fondateur de la mythologie grecque et de la Grèce antique.

Atlas est présenté selon les sources comme le fils de Japet (et soit de Clymène selon la Théogonie d'Hésiode,, soit d'Asia suivant Apollodore) et le frère de Prométhée, Épiméthée, Albion, et Ménétios. Dans la Bibliothèque historique de Diodore de Sicile, le père d'Atlas est cependant le dieu Ouranos, et Hygin le range également, avec Océanos, Hypérion, et Cronos, parmi les Titans de la « première génération ».

### Guerre des Titans
Les descendants des divinités grecques primordiales Gaïa (la terre) et Ouranos (le ciel) sont divisés en deux clans rivaux : les dieux de l'Olympe de Zeus, et les Titans de Cronos, père de Zeus. Après la guerre des Titans (Titanomachie) Atlas, vaincu, est exilé par punition de Zeus, vainqueur, aux confins occidentaux des limites du monde grec d'alors, soit (suivant les versions) au pays des Hespérides, soit aux bords du grand océan circulaire, ou parfois « chez les Hyperboréens ». Zeus le condamne à porter pour l'éternité sur ses épaules la sphère céleste, dont les Colonnes d'Atlas (ou colonnes d'Hercule) qui la supportent se trouvent dans l'actuel détroit de Gibraltar, à l'ouest de Gaïa (la terre), aux portes de la mer Méditerranée et de l'Océan Atlantique. 

### Cycles héroïques
Atlas est mêlé à deux cycles héroïques de la littérature grecque antique, celui des travaux d'Héraclès, et celui de la légende de Persée.

#### Travaux d'Héraclès
Le onzième des douze Travaux d'Héraclès consiste à rapporter des pommes d'or d'un pommier (cadeau de Zeus à sa sœur et épouse Héra) du jardin fabuleux d'Atlas et de ses trois filles (les Hespérides) des pentes de l'Atlas (massif), dans la région de Lixus (ville antique), protégé par le dragon à cent têtes Ladon. Héraclès demande a Atlas de cueillir ces fruits pour lui. Atlas accepte à condition qu'Héraclès porte le ciel  à sa place pendant ce temps, mais à son retour il refuse de reprendre son fardeau. Par ruse, Héraclès fait semblant d'y consentir et prétend avoir besoin de construire un coussin en peau de lion et demande au titan de soulever pour quelques secondes le poids de ses épaules ; à peine libéré, Héraclès saisit les trois pommes d'or et s'enfuit. 
Une autre tradition raconte qu'Héraclès vient au secours d'Atlas attaqué par le dragon à cent têtes Ladon qui garde le jardin en tuant celui-ci, puis soulage le Titan en construisant des Colonnes d'Atlas (ou colonnes d'Héraclès) qui allègent son fardeau. 

#### Légende de Persée

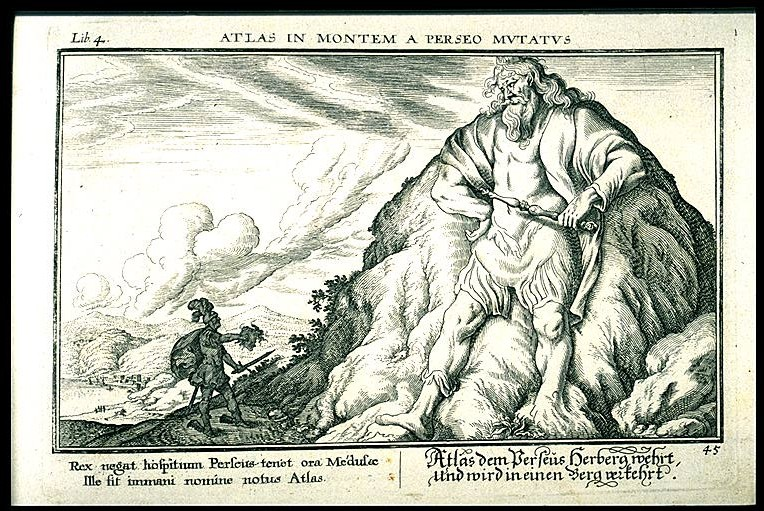
Gravure d'Atlas et Persée par Johann Wilhelm Baur pour une édition des Métamorphoses d'Ovide.

Persée, à qui Atlas refuse l'hospitalité parce qu’il est fils de Zeus, le pétrifie sur place en lui montrant la tête tranchée de Méduse, qu'il a tuée peu de temps avant. Atlas est alors métamorphosé en la chaîne de montagnes du  massif de l'Atlas, une montagne si haute qu'elle touche le ciel, au bord occidental du monde grec d'alors (terre Gaïa, qui s'étend à travers le Maroc, l'Algérie, et la Tunisie en Afrique du Nord, et dont Hérodote est le premier à parler comme d'une montagne d'Afrique du Nord). 

### Descendance
Atlas engendre notamment avec 
- Pléioné : 
  - Calypso[8],
  - les sept Pléiades ;
- Pléioné ou Éthra : 
  - Hyas (ou Hylas),
  - les Hyades ;
- Hespéris (sa nièce) : 
  - les trois Hespérides[5].

Suivant différentes traditions, les enfants d'Atlas sont également transformés respectivement en constellations des Pléiades (astronomie), des Hyades (astronomie) et pour Hyas (qui se confond parfois avec Hylas, amant d'Héraclès) en constellation du Verseau.

## Iconographie
Atlas est généralement représenté comme un colosse géant titanesque nu, qui supporte la sphère céleste tantôt avec aisance, tantôt ployant sous l'effort. 

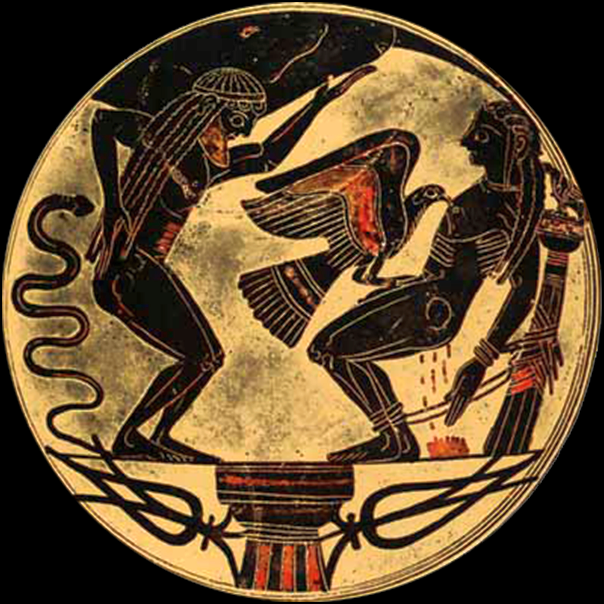
La punition d'Atlas et de Prométhée vers 550 av. J.-C.
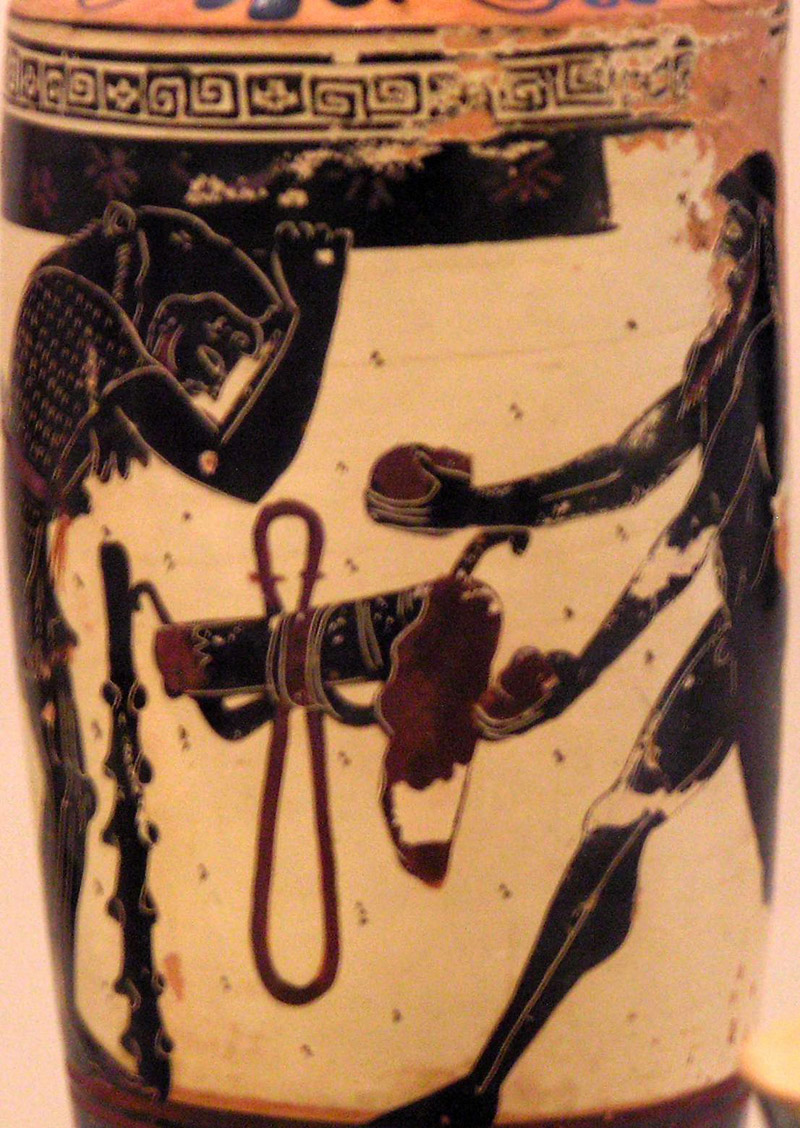
Héraclès et Atlas, vers 480 av. J.-C.
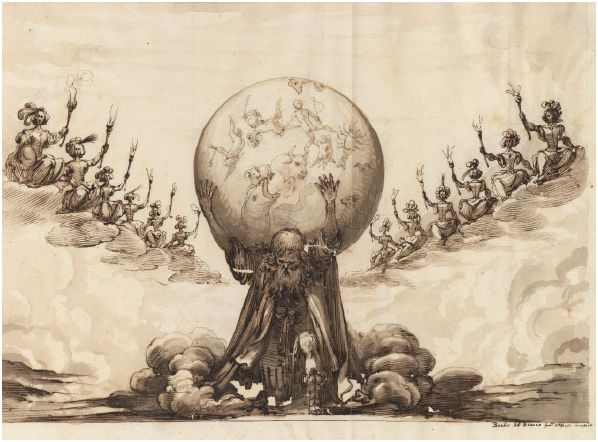
Atlas et les 12 signes du Zodiaque, de Pedro Calderón de la Barca.
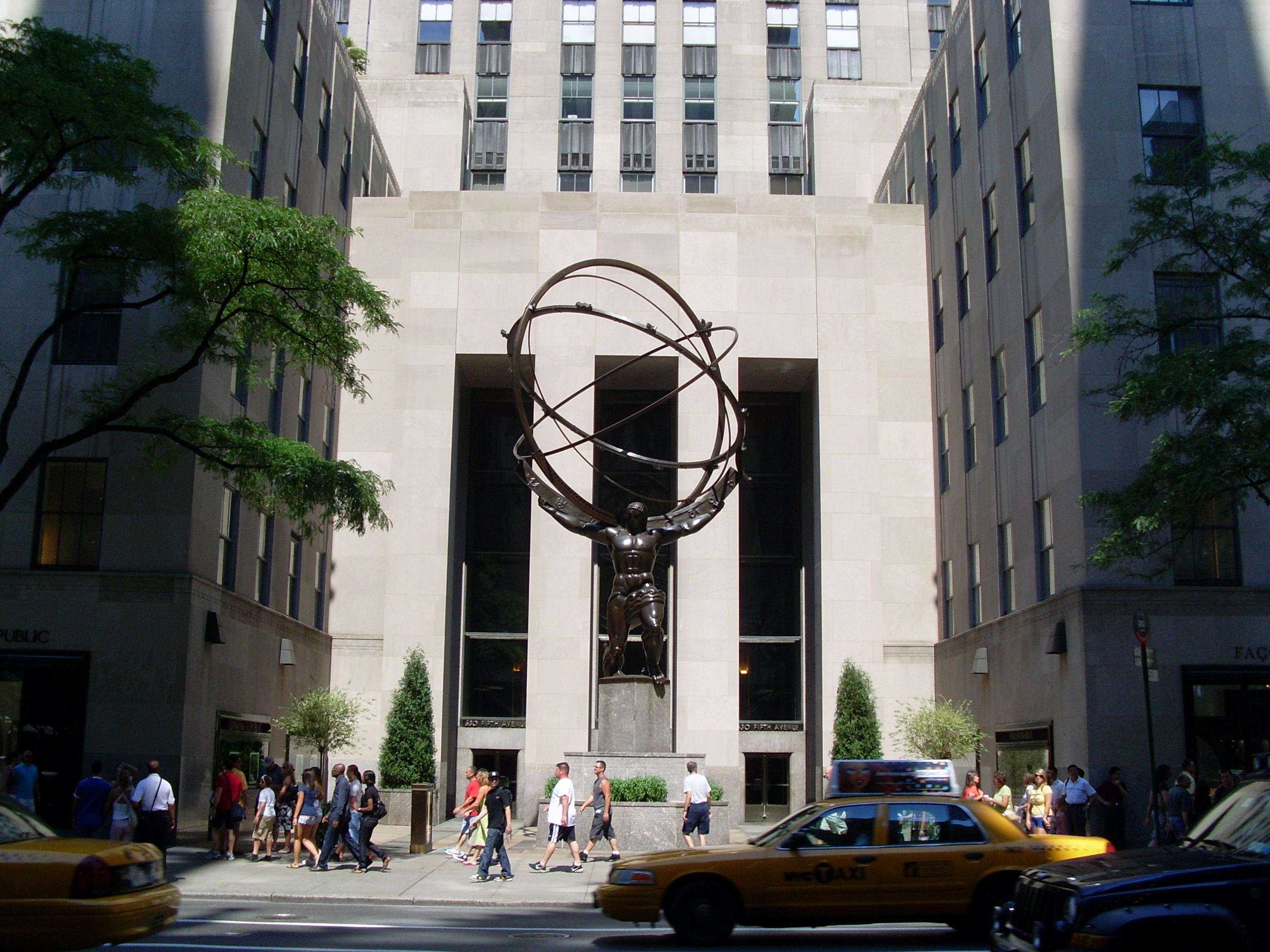
Atlas (Lee Lawrie) du Rockefeller Center de Manhattan à New York.
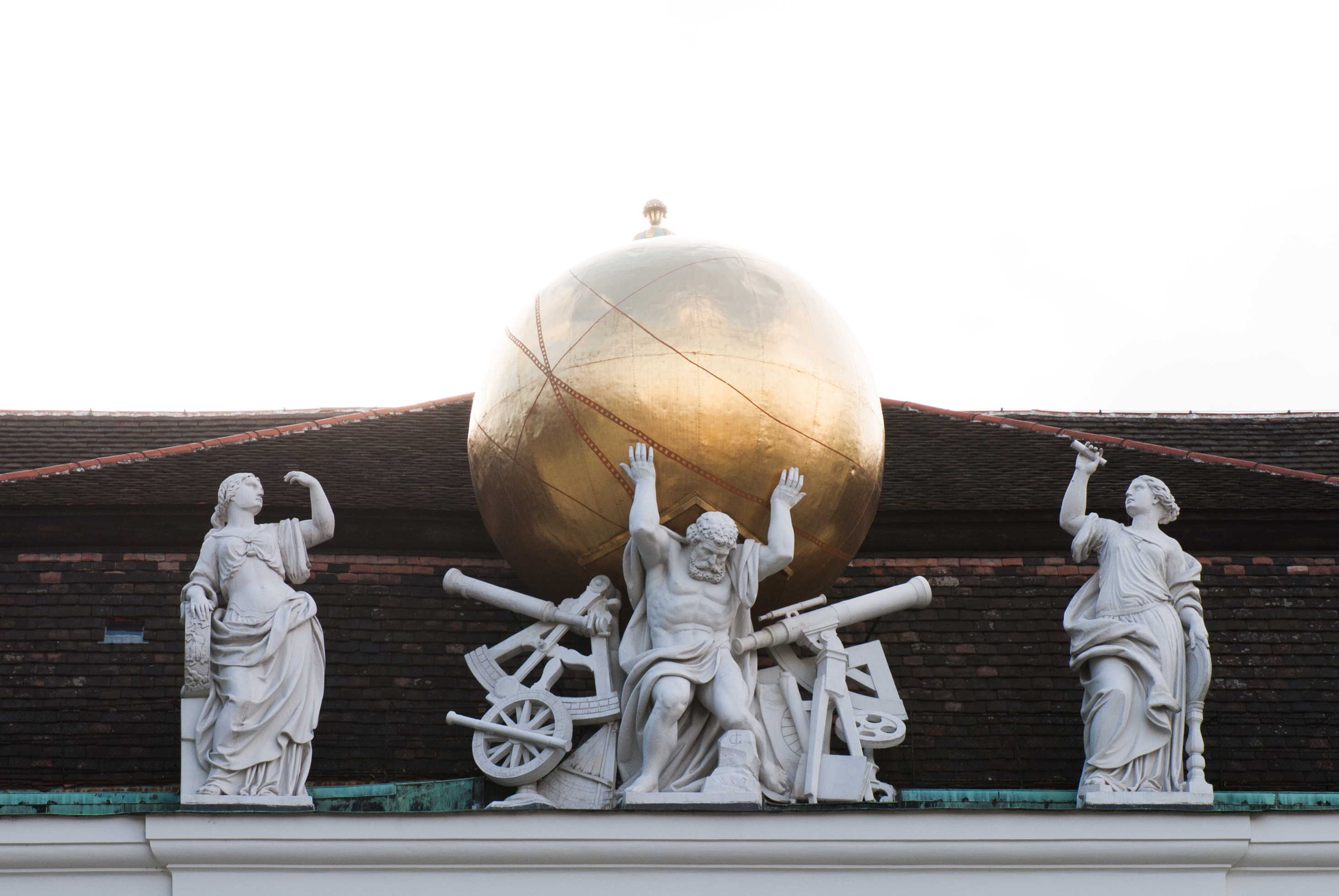
Palais Hofburg de Vienne en Autriche.
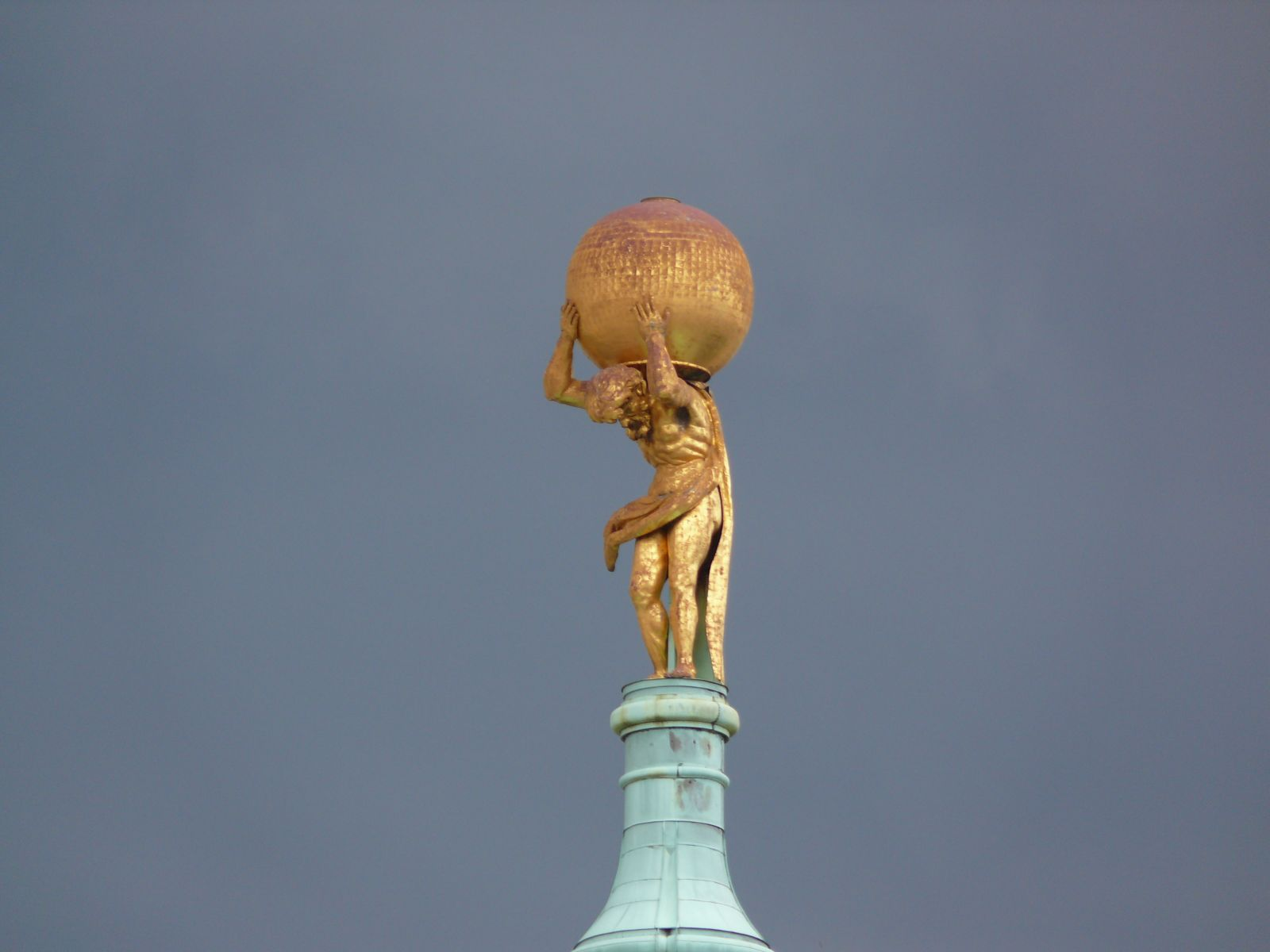
Ancien Hôtel de Ville de Potsdam en Allemagne.
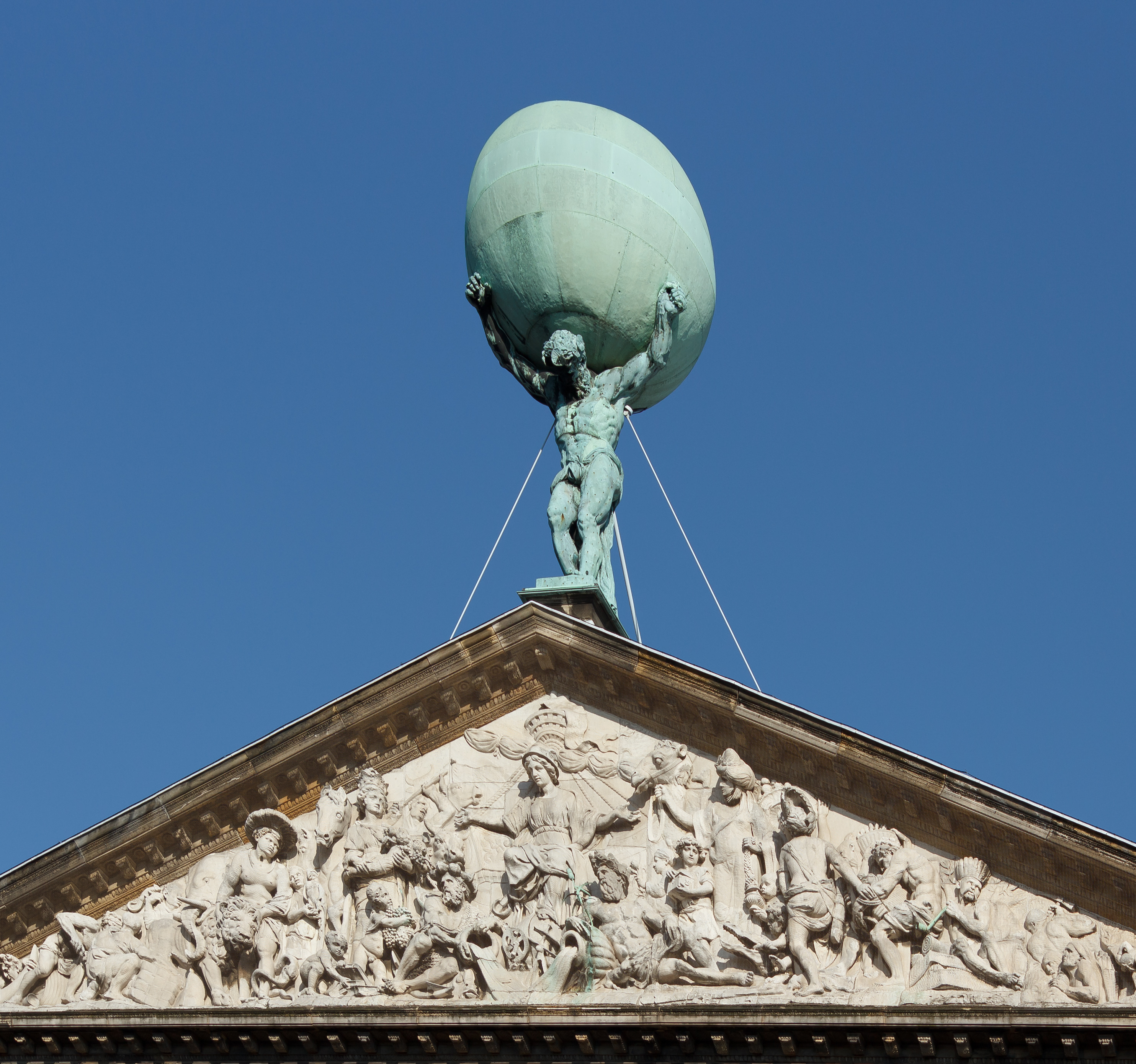
Palais royal d'Amsterdam.
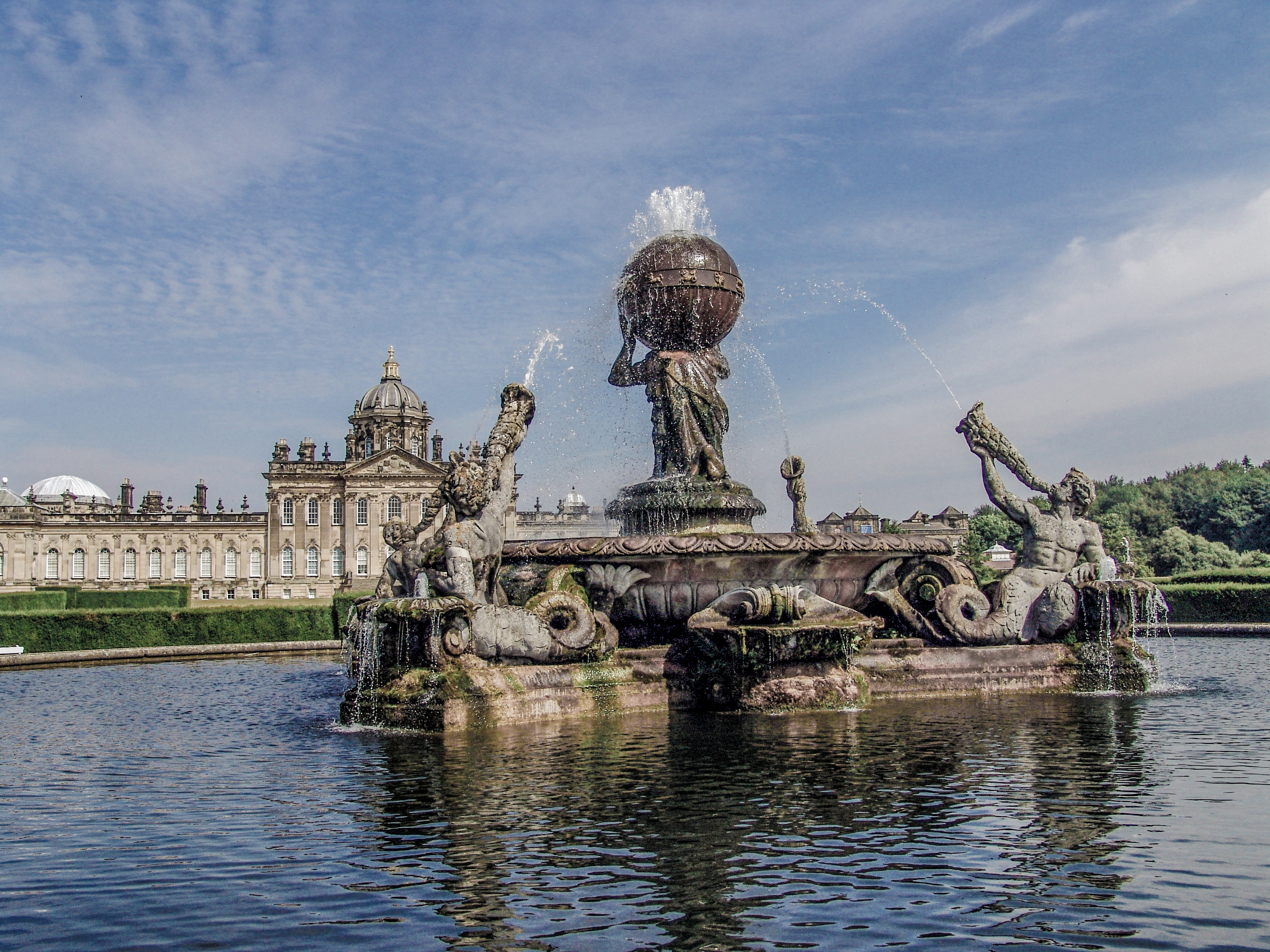
Château Howard en Angleterre.
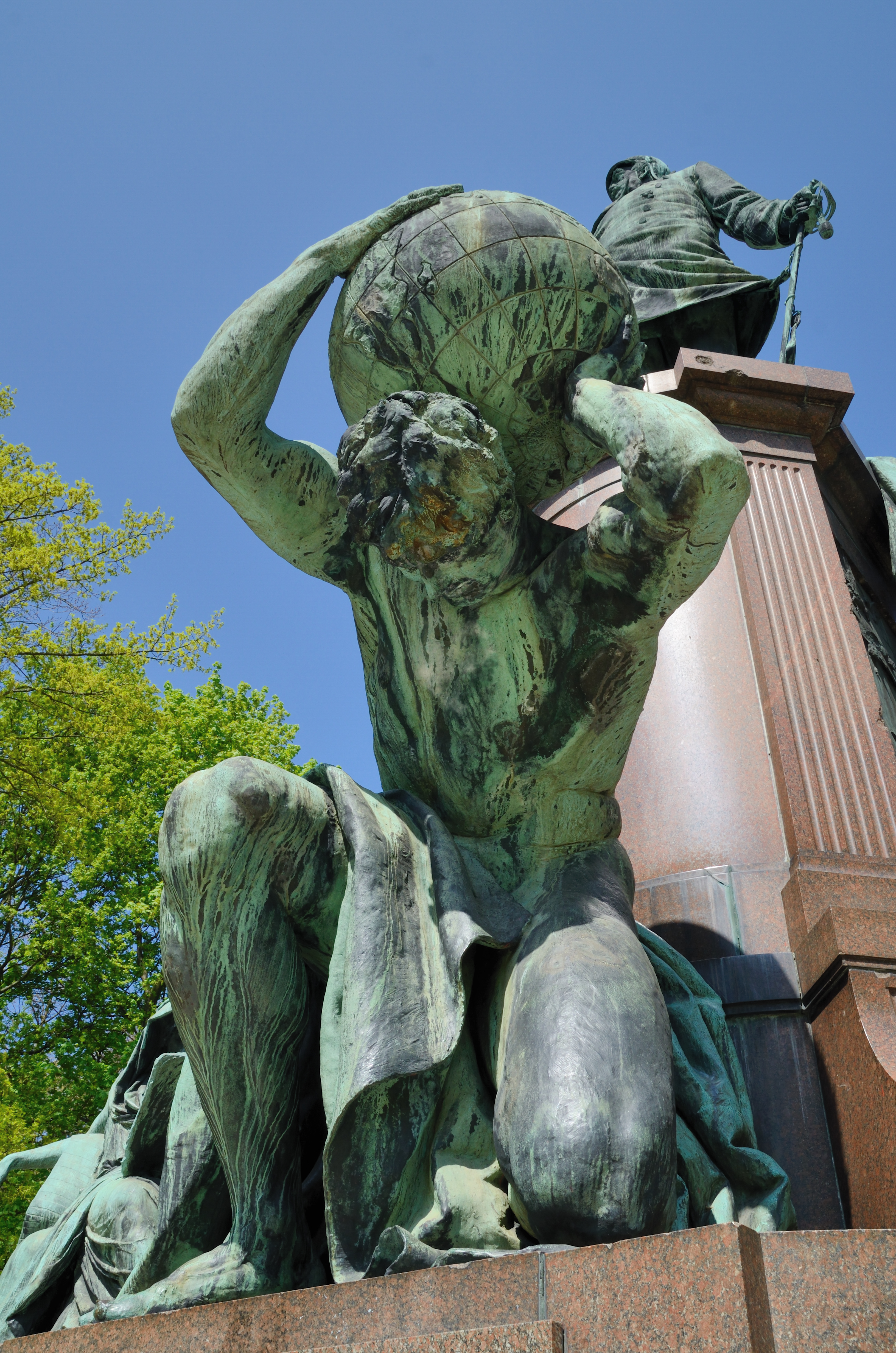
Bismarck Memorial de Berlin.
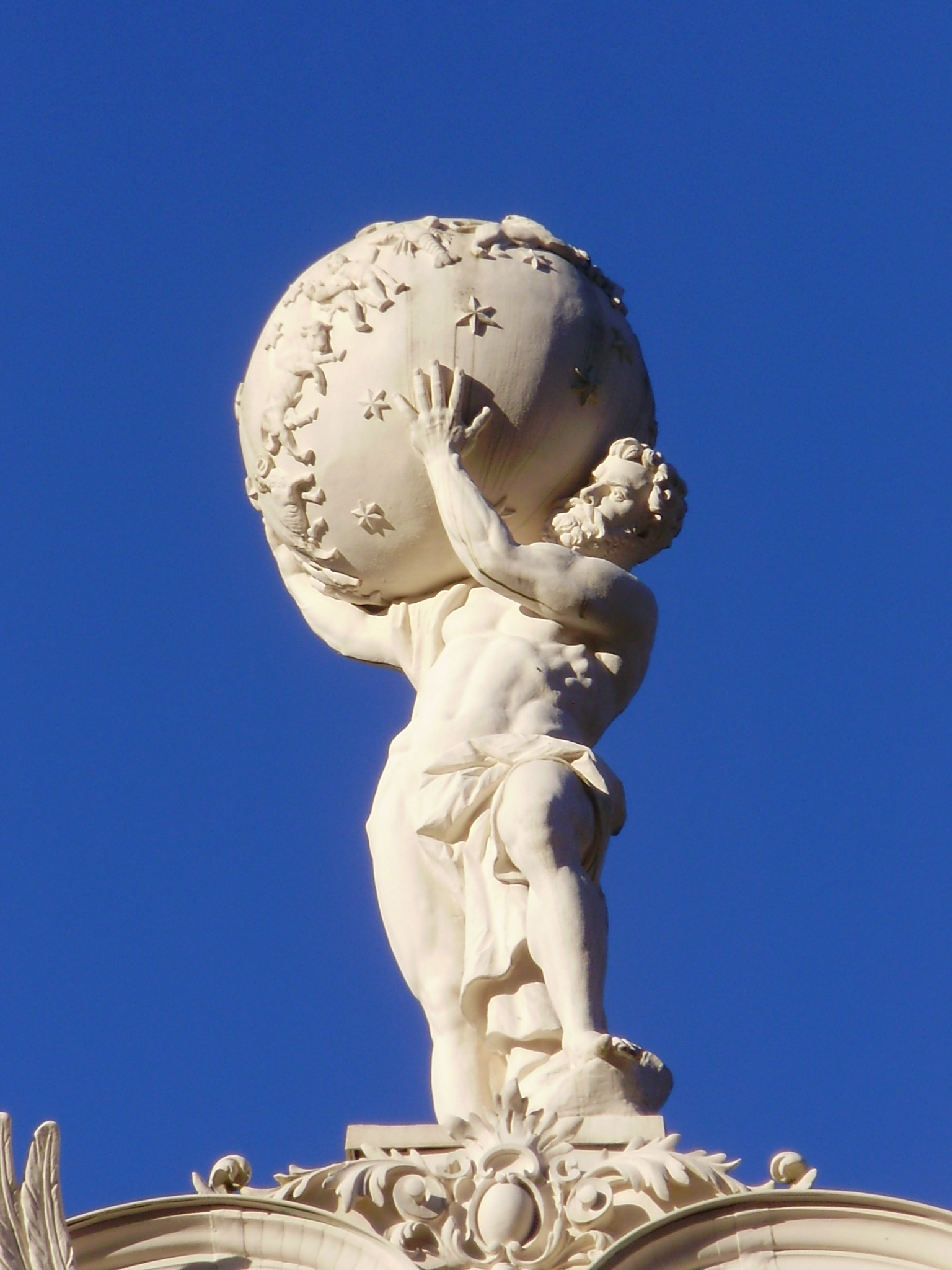
Château de Linderhof en Allemagne.
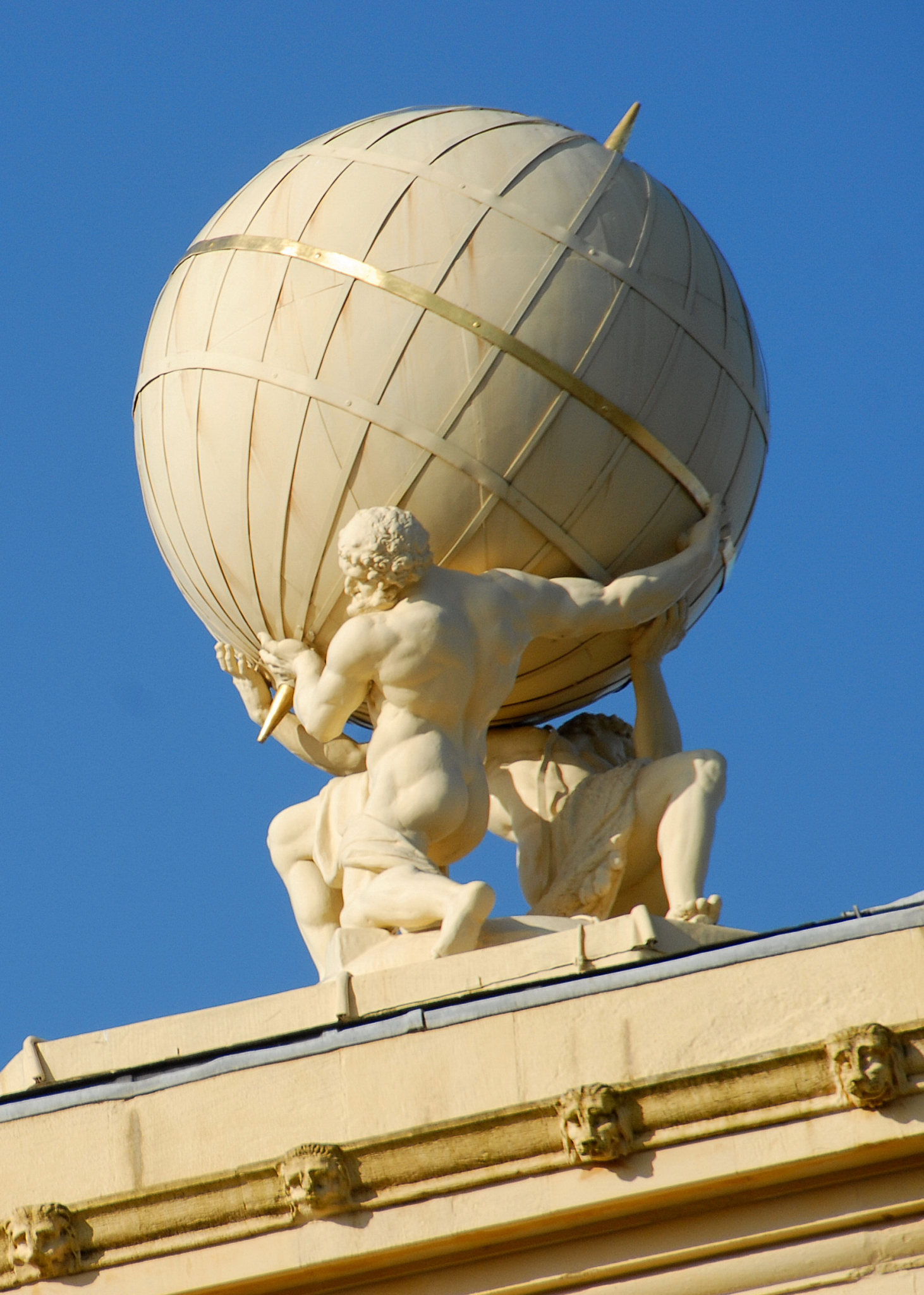
Observatoire Radcliffe de l'Université d'Oxford.
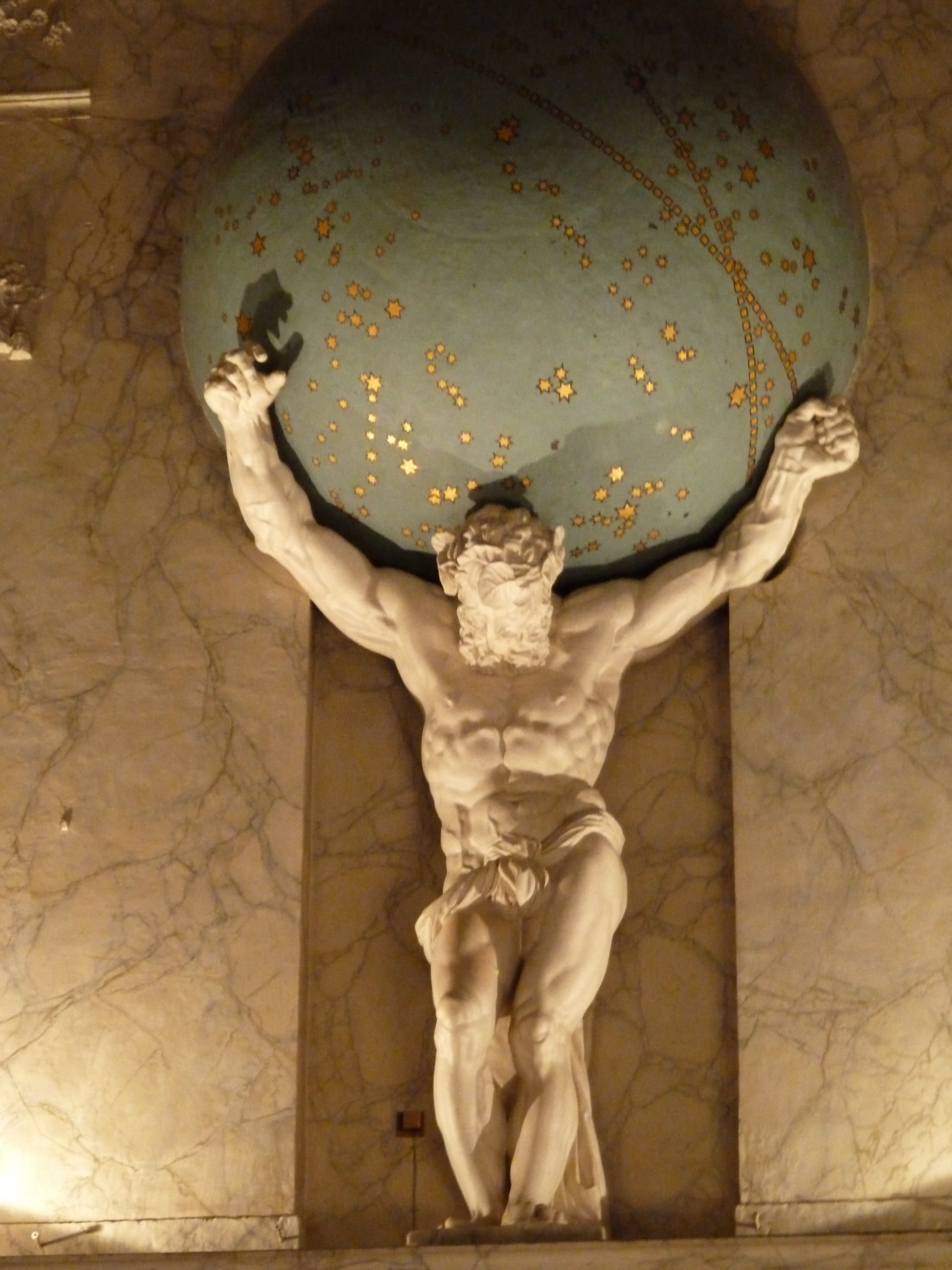
Palais royal d'Amsterdam.
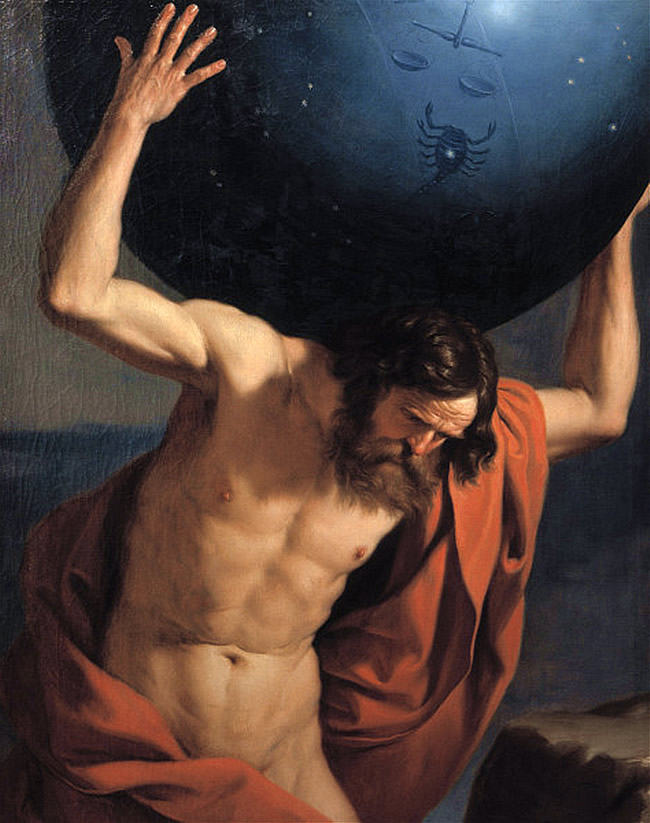
Atlas par Le Guerchin.
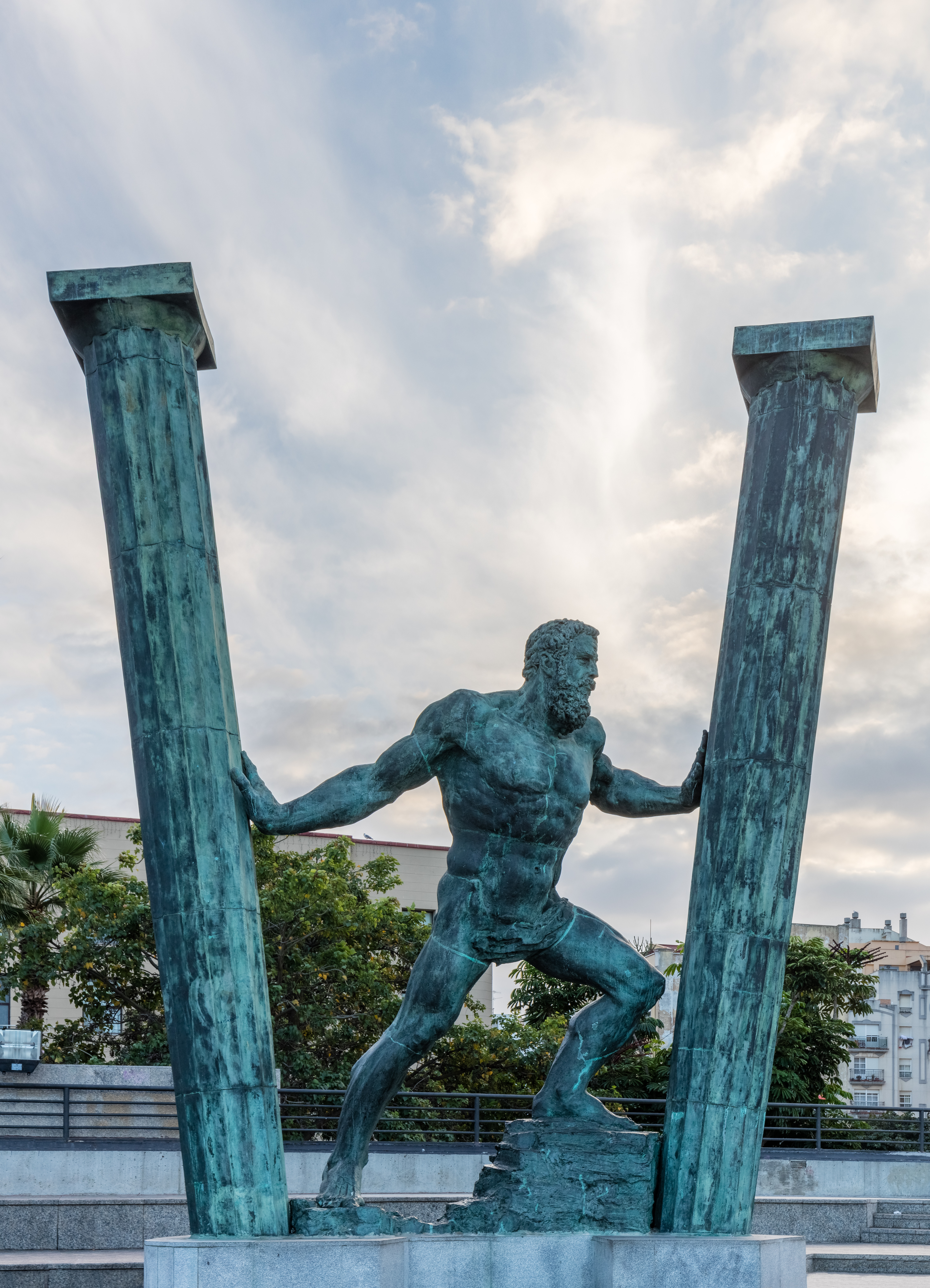
Colonnes d'Atlas (ou colonnes d'Héraclès).
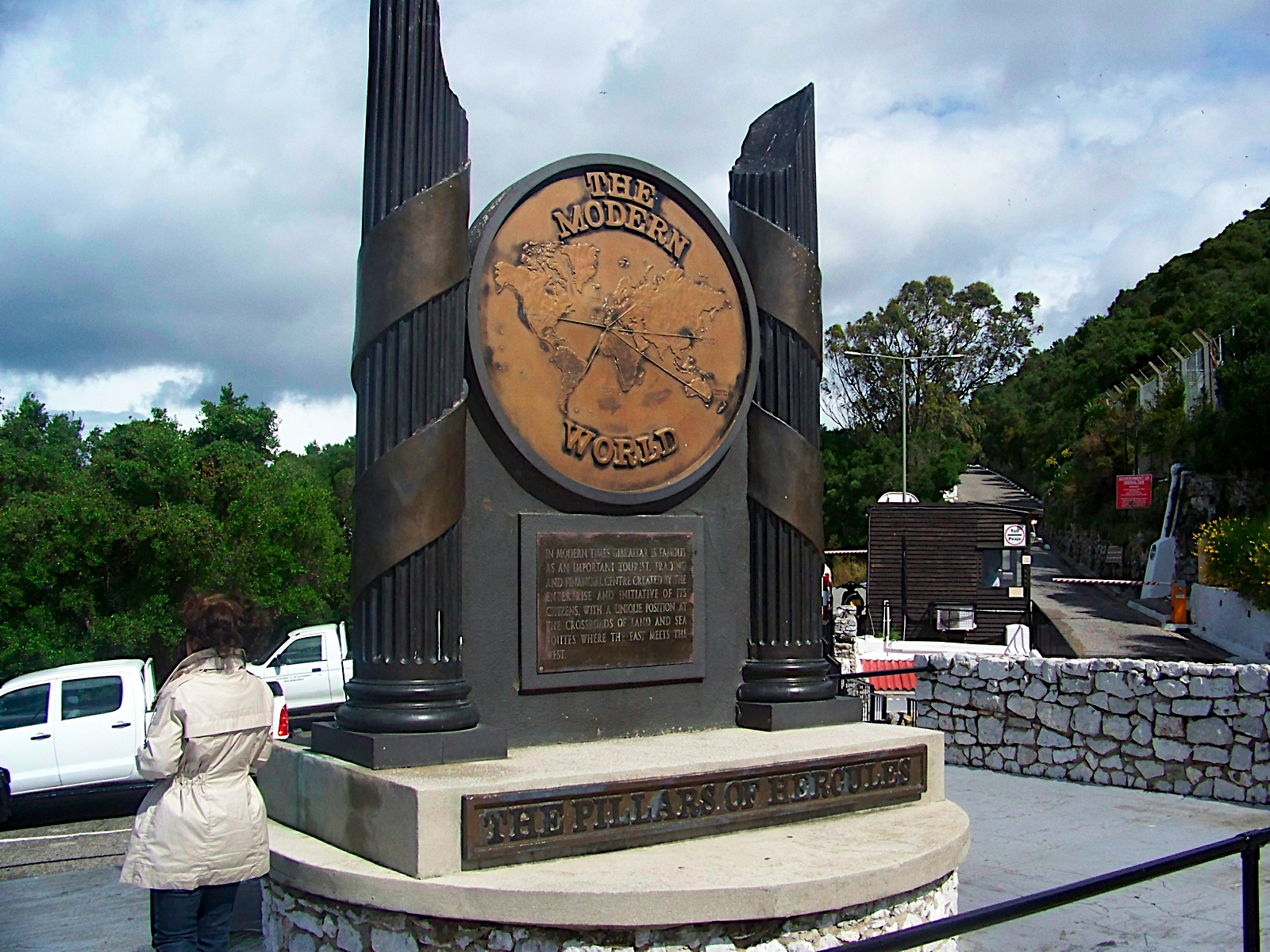
Colonnes d'Atlas (ou Colonnes d'Hercule) du Détroit de Gibraltar.
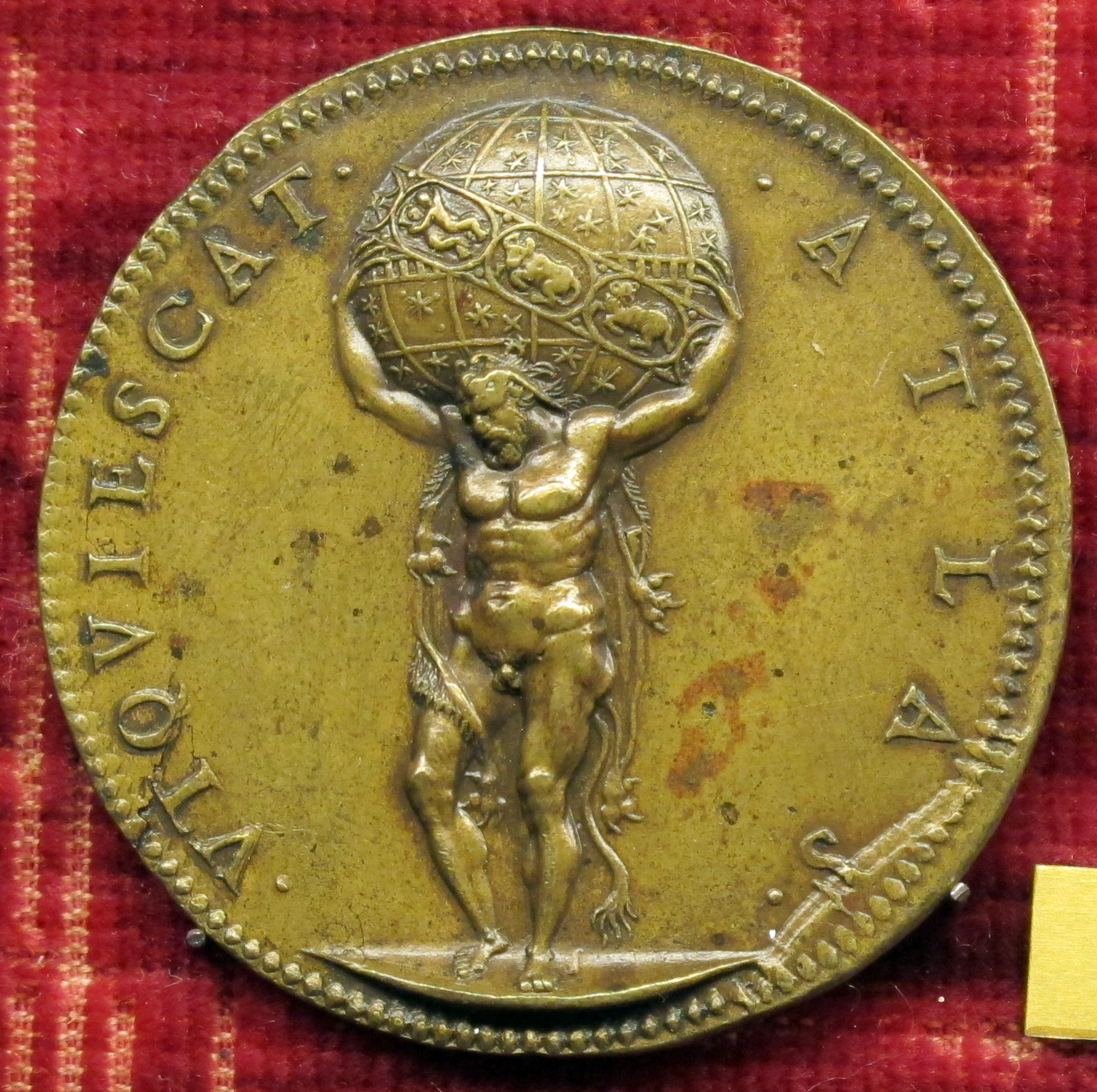
Médaille Philippe II de 1557.
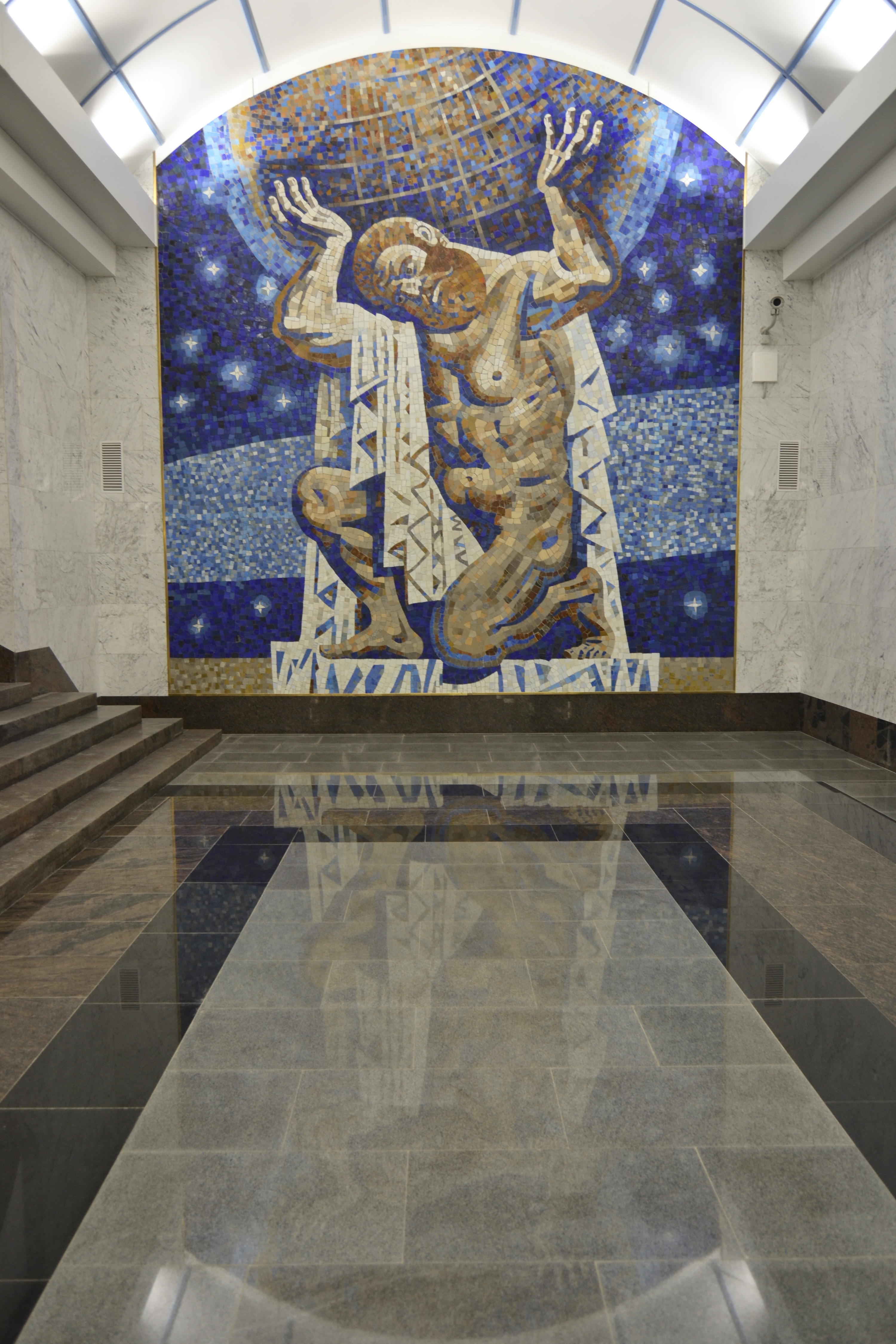
Métro de Saint-Pétersbourg.
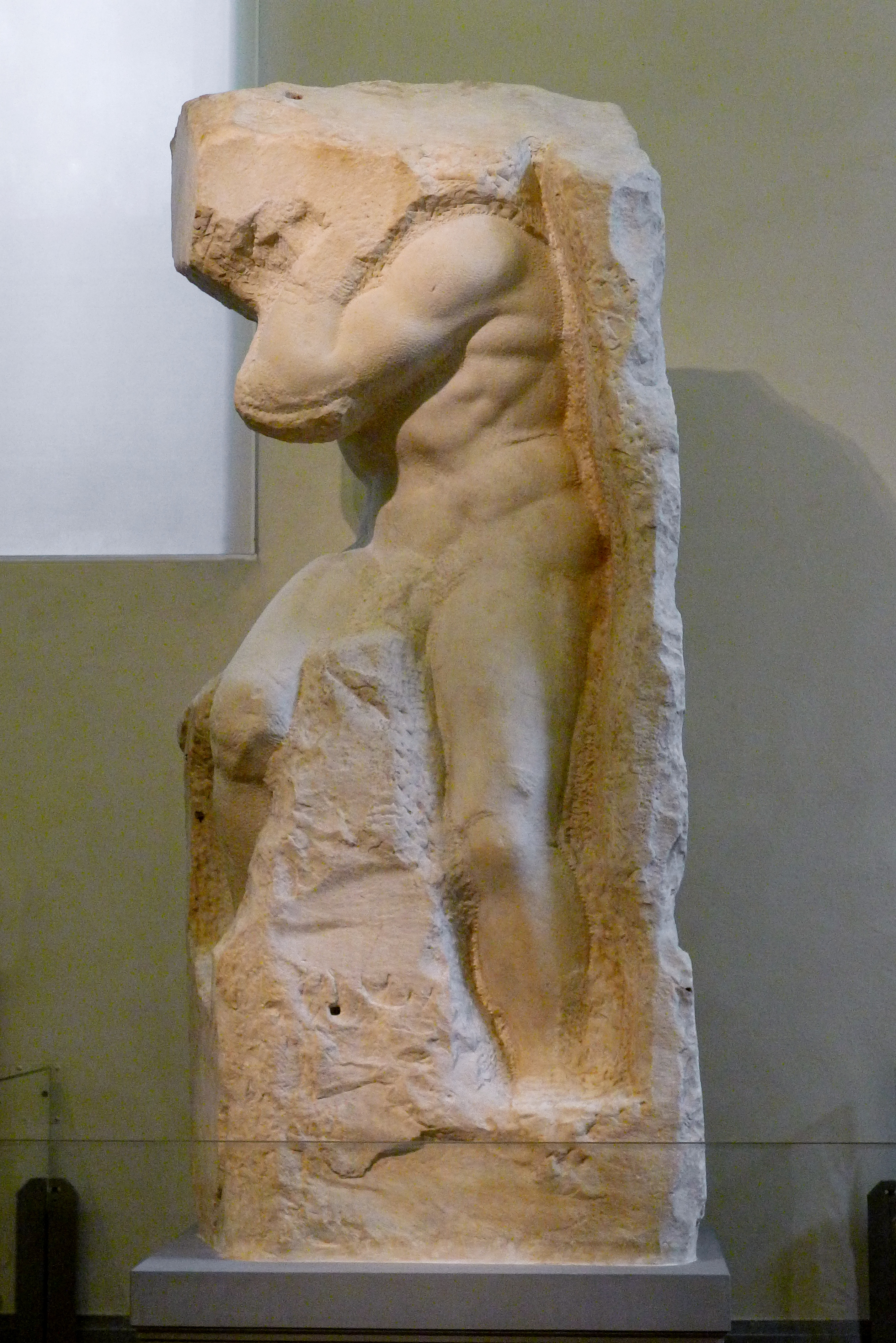
Atlas esclave de Michel-Ange.
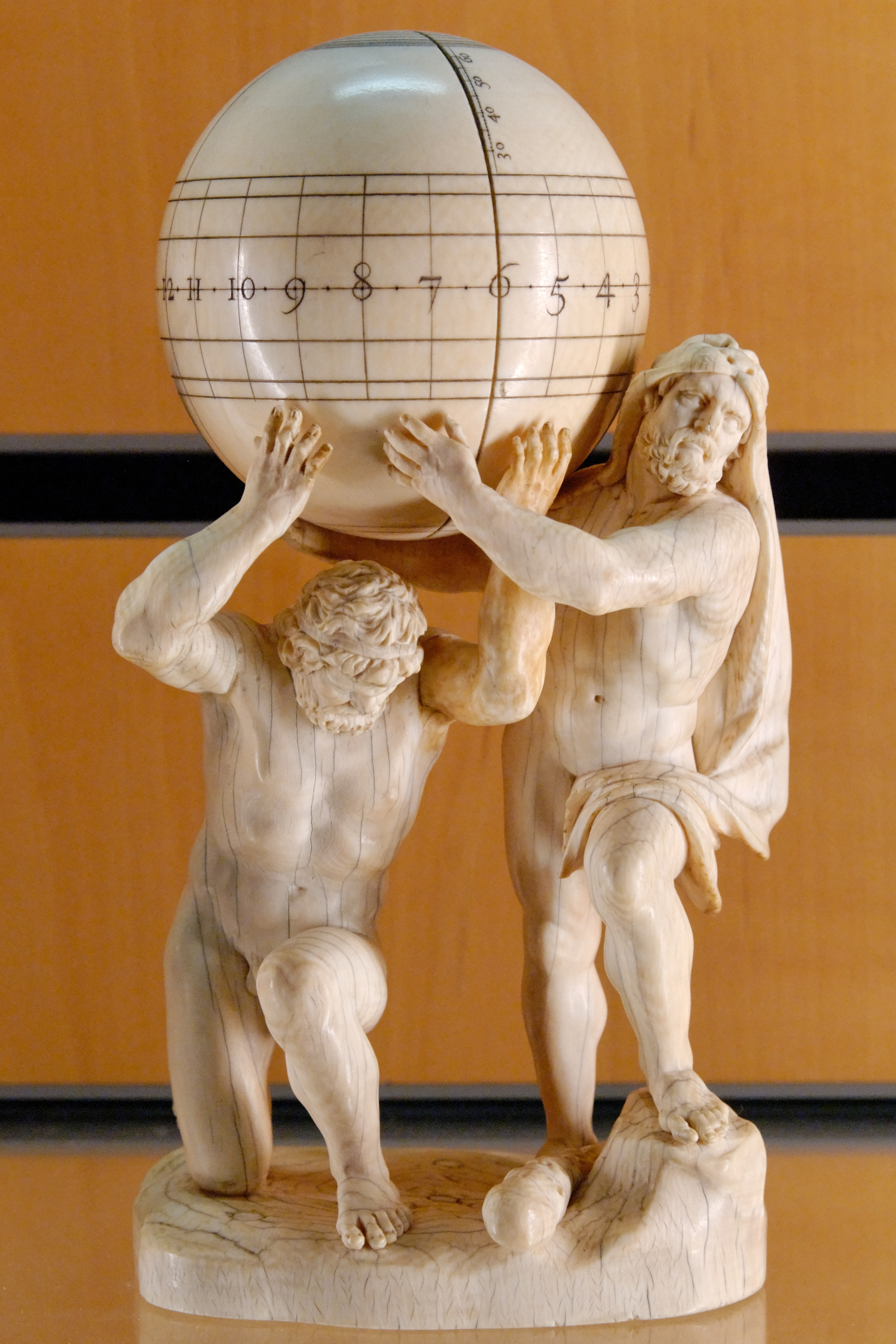
Hercules et Atlas, Musée des beaux-arts de Lyon.
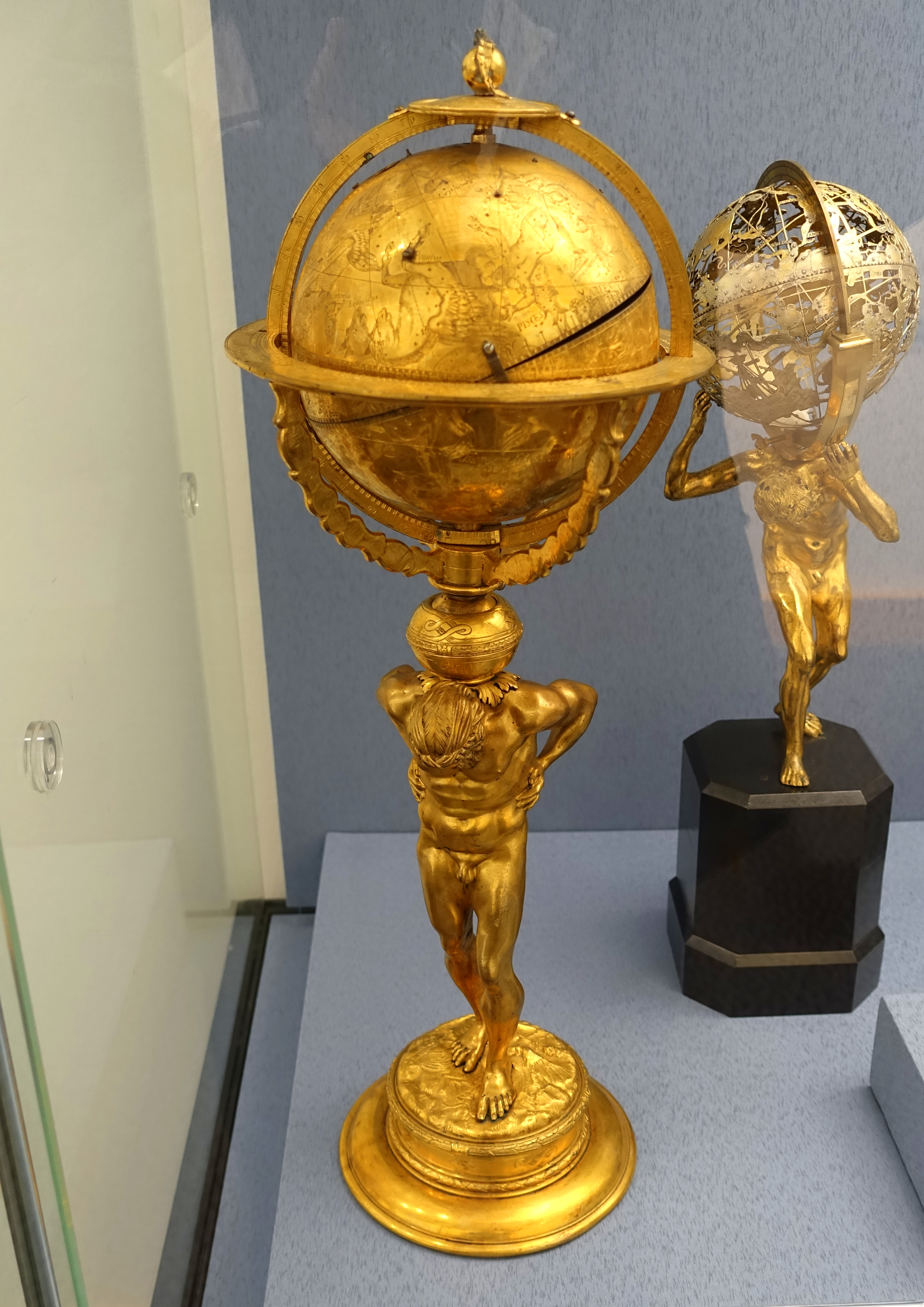
Musée national germanique.
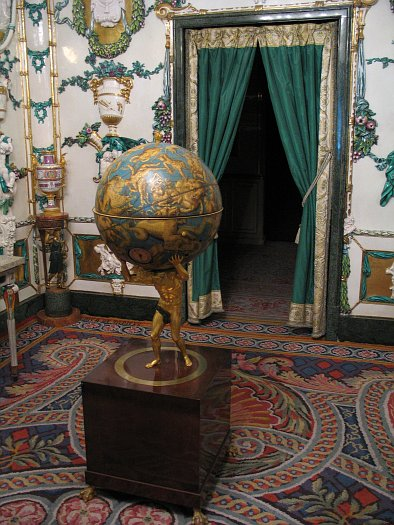
Palais royal de Madrid.

## Postérité
Son nom est donné : 
- à l'Atlas (massif) d'Afrique du Nord ;
- aux Colonnes d'Atlas (ou Colonnes d'Hercule, portes de l'océan et pilier du ciel) du Détroit de Gibraltar ;
- à l'Atlas géographique ;
- à l'Atlas céleste ;
- à la Base Atlas ;
- à l'atlante (architecture) (variante masculine de la cariatide) ;
- à la première vertèbre cervicale (Atlas (os) C1) qui supporte le crâne humain ;
- à un lepidoptera nocturne : l'Atlas ;
- à l'avion de transport militaire NORATLAS  ainsi que l’avion A400M Atlas dans l'Armée de l'air française ;
- à l'Atlas de paysages.

#### Éditions de textes antiques
- Hésiode (trad. du grec ancien par Annie Bonnafé, préf. Jean-Pierre Vernant), Théogonie, Paris, Payot & Rivages, coll. « La Petite Bibliothèque », 1993, 184 p. (ISBN 978-2-7436-2138-4, BNF 42273350).

#### Dictionnaires et encyclopédies
- Edith Hamilton, La Mythologie : ses dieux, ses héros, ses légendes, éd. Marabout, 1978, 414 p. (ISBN 978-2-501-00264-6).